# AEGL
AEGL, Acute Exposure Guideline Levels, är ett system som ger hälsobaserade riktvärden för akut exponering av kemiska ämnen.
Systemet är framtaget av den amerikanska miljövårdmyndigheten Environmental Protection Agency (EPA) och används idag också i flera europeiska länder. Syftet med AEGL är att skapa ett vetenskapligt baserat verktyg som kan användas för att förhindra olyckstillbud och också att ge hjälp när sådan inträffar. Riktvärdena ska kunna användas både på allmänna platser, arbetsplatser, transporter, militära operationer och vid sanering av förorenade områden. AEGL-värden är riktvärden för exponering under en kort tid, vid enstaka tillfällen, för luftburna ämnen med hög akut toxicitet.
AEGL-värdena anger hygieniska gränsvärden och är utvecklade för fem olika exponeringstider (10 min, 30 min, 1 tim, 4 tim och 8 tim) och tre olika grader av effekter.
AEGL-1 definieras som den luftburna koncentrationen av ett ämne över vilken man beräknat att befolkningen, inklusive känsliga individer, kan uppleva besvär, irritation eller vissa effekter som inte ger symtom. Effekterna är dock övergående och påverkar inte personens förmåga att agera.
AEGL-2 är den luftburna koncentrationen av ett ämne över vilken man beräknat att befolkningen, inklusive känsliga individer, kan få irreversibla eller andra allvarliga och långvariga hälsoeffekter eller en nedsatt förmåga att fly från exponeringen.
AEGL-3 är den luftburna koncentrationen av ett ämne över vilken man beräknat att befolkningen, inklusive känsliga individer, kan drabbas av livshotande hälsoeffekter eller död.